# لورنس فان دير بوست
لورنس فان دير بوست (بالإنجليزية: Laurens van der Post)‏ (13 ديسمبر 1906 في جنوب أفريقيا - 16 ديسمبر 1996، لندن في المملكة المتحدة)؛ كاتِب، سيناريست، فلاح، صحفي وروائي جنوب أفريقي.

## روابط خارجية
- لورنس فان دير بوست على موقع IMDb (الإنجليزية)
- لورنس فان دير بوست على موقع مونزينجر (الألمانية)
- لورنس فان دير بوست على موقع إن إن دي بي (الإنجليزية)
- لورنس فان دير بوست على موقع قاعدة بيانات الفيلم (الإنجليزية)